# 大木アスカ
大木 アスカ（おおき あすか、1985年10月31日 - ）本名：大木 香（おおき かおり）は、日本の元女子プロレスラー。身長158cm、体重55kg。埼玉県さいたま市出身。JWP女子プロレスに所属していた。

## 経歴・戦歴
2006年12月24日、後楽園ホール大会の対春山香代子戦に本名でデビュー。12月31日の「第4回ジュニア・オールスター戦」で大畠美咲相手に初勝利。2007年6月10日、公募により現在のリングネームに改名した。
2008年に入り心因的な理由で欠場を続けていたが、2008年12月31日付で退団が発表された。

## 所属
- JWP女子プロレス（2006年 - 2008年）

## 得意技
- ドロップキック
- 前方回転エビ固め

## 入場テーマ曲
- 「My First Kiss」